# Governo Popular Revolucionário do Rio Grande do Norte
O Governo Popular Revolucionário, ou Governo Revolucionário Popular, também chamado simplesmente de Soviéte de Natal, foi um autoproclamado governo socialista estabelecido por militantes do Partido Comunista Brasileiro (PCB) durante a Intentona Comunista em Natal, no Rio Grande do Norte. O governo provisório foi proclamado após a derrubada do governador do estado, Rafael Fernandes Gurjão, em 23 de Novembro de 1935, e teve como liderança provisória o Comitê Provisório Revolucionário, com autoridade suprema.
Além de Natal, outras cidades do Rio Grande do Norte foram ocupadas, como como Ceará-Mirim, Baixa Verde, São José de Mipibu, Santa Cruz e Canguaretama. Planejou-se também uma "coluna" revolucionária em direção a Recife, enquanto outra iria em direção a Mossoró e outra em direção a Caicó. É tido como o primeiro governo comunista da América do Sul. O Comitê Provisório Revolucionário teve como sede o prédio que servia como residência do Governador na Vila Cincinato, situada na praça Pedro Velho. O CPR gestou apenas um jornal, “A Liberdade”, cuja primeira e única publicação resumiu o programa revolucionário: autonomia nacional pela industrialização, reforma agrária, direito ao trabalho e educação pública gratuita. O Governo foi repelido em 27 de novembro, quando as forças governamentais retomaram o controle e reinstalaram o governador.

## Galeria

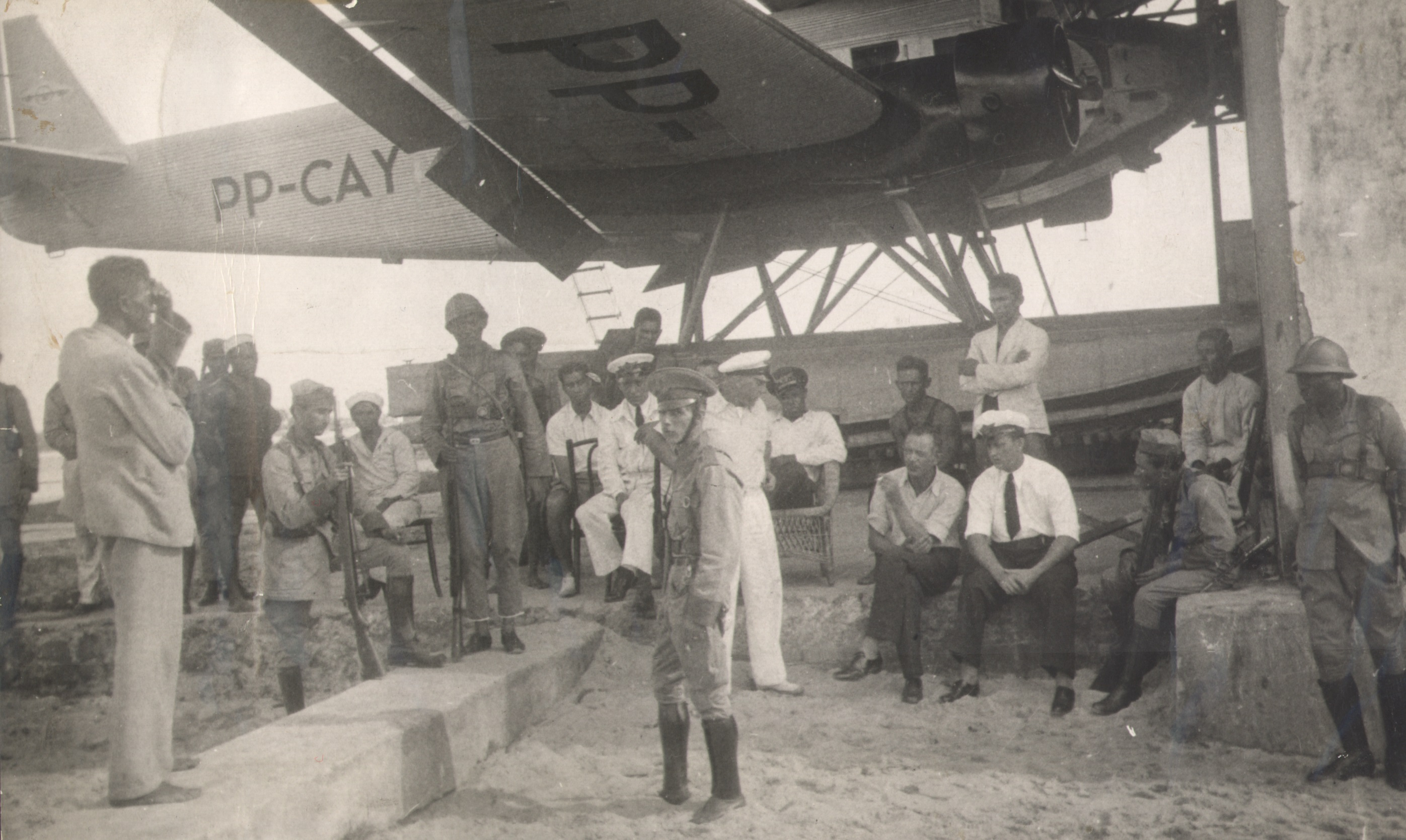
Aeroporto da Condor, onde os comunistas montaram guarda durante o seu domínio

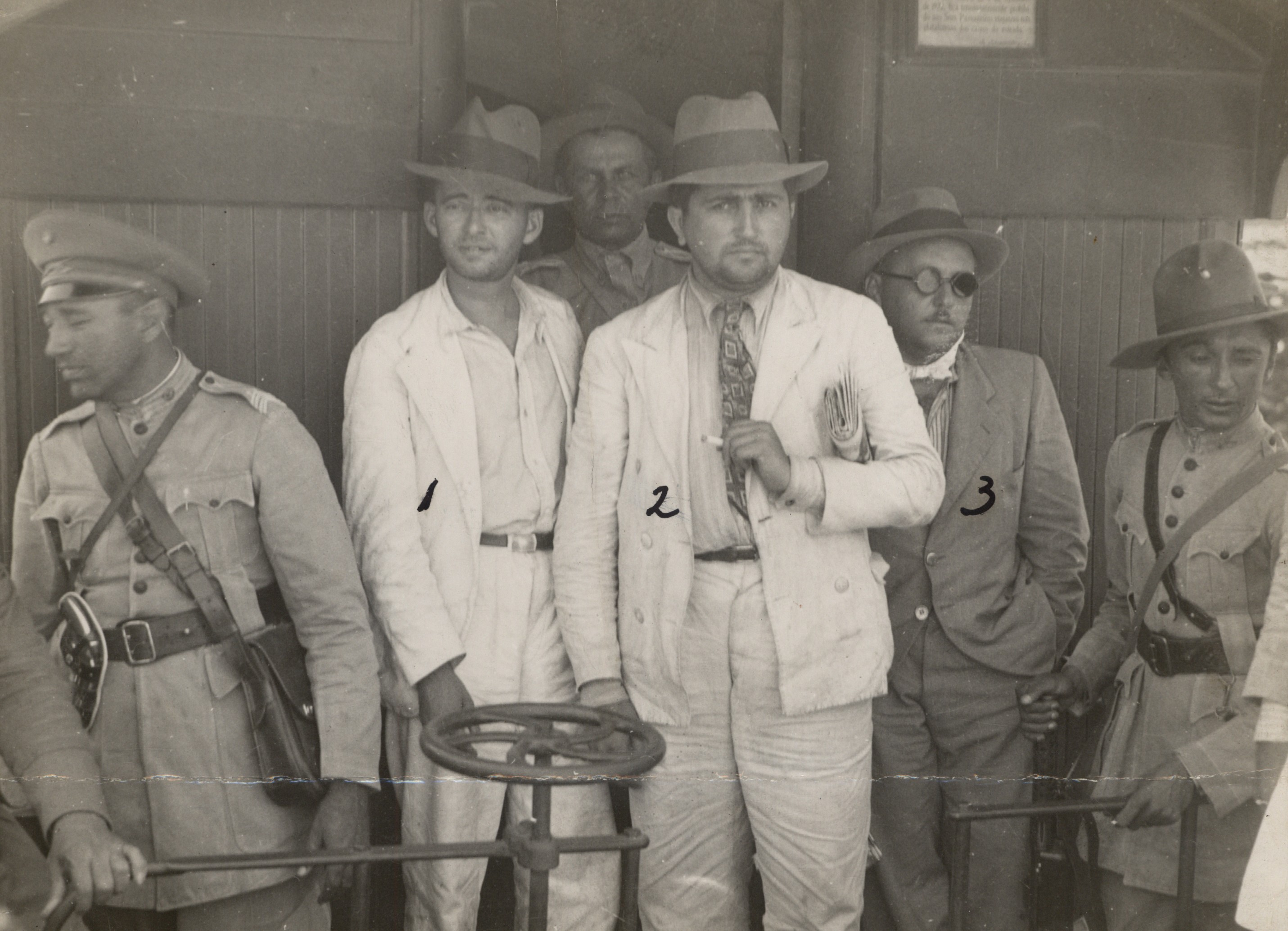
Membros do Comitê Comunista de Natal - Lauro Cortez Lago (1), João Baptista Galvão (2), José Macedo (3), da esquerda para direita

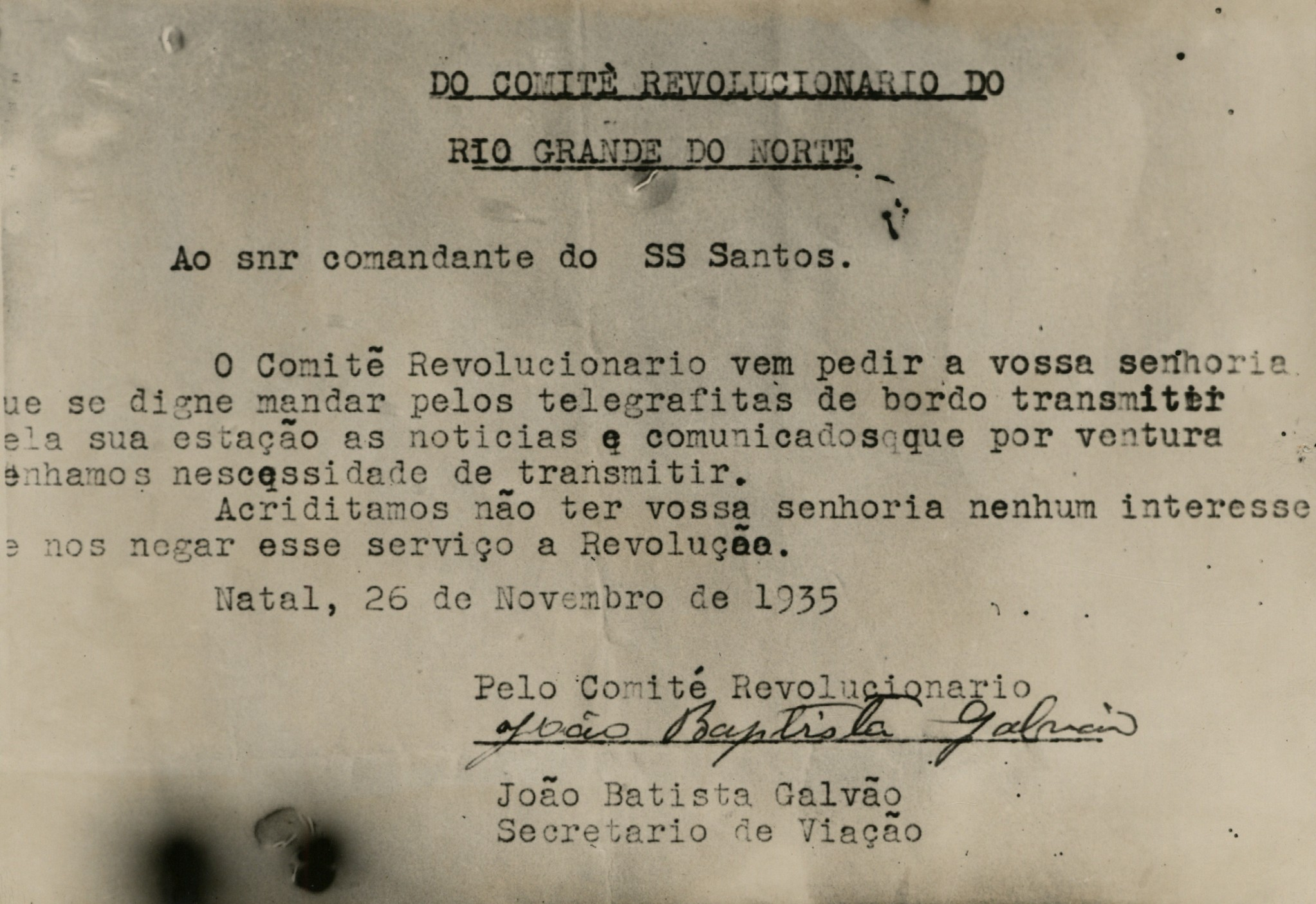
Carta do Comitê Revolucionário do Rio Grande do Norte

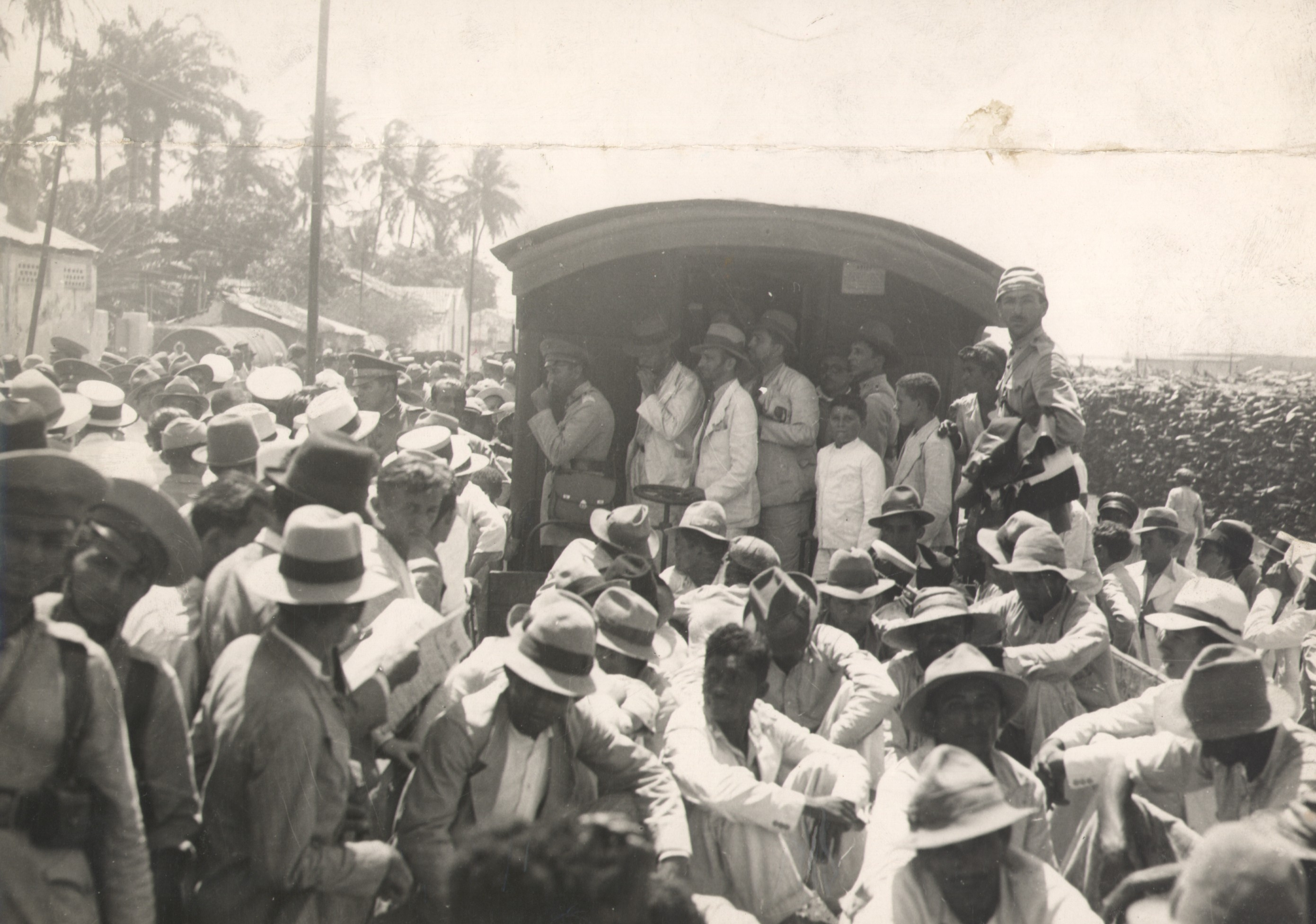
Chegada à Estação de Great Western, em Natal, do primeiro grupo de comunistas capturados, indo para o interior